# Куп Србије у фудбалу 2009/10.
Куп Србије у фудбалу 2009/10. под именом Лав куп Србије одржава се у организацији Фудбалског савеза Србије, а четврти пут под покровитељством „Карлсберг Србија“, који је за ову годину задржао прошлогодишњи новчани фонд награда од 250.000 евра. У финалу Купа, које ће се одржати 5. маја 2010, победник ће добити 81.000 евра.

## Пропозиције такмичења
Пропозицијама завршног дела такмичења за Куп Србије у фудбалу 2009/10. донетих од стране Извршног одбора Фудбалског савеза Србије 15. јула 2009. године предвиђено је да у завршном делу такмичења учествују:
- 12 (дванаест) клубова Суперлиге Србије,
- 18 (осамнаест) клубова Прве лиге,
- 5 (пет) клубова победника такмичења за Фудбалски куп Србије организованих у оквиру Фудбалских савеза покрајина, региона и ФС Београда.

У завршно такмичење укључују се и клубови који су у завршеном такмичењу за 2008/09. годину испали у нижи степен такмичења - Прву лигу и одговарајуће Српске лиге. На основу ових критеријума у завршно такмичење пласирало се 35 клубова, па је потребно да се одигра 3 утакмице предтакмичења да би се такмичење свело на 32 клуба учесника шеснаестине финала.

### Календар такмичења
- Предтакмичење: 2. септембар 2009.
- Жреб: 14. септембар 2009.
- Шеснаетина финала: 23. септембар 2009.
- Осмина финала: 28. октобар 2009.
- Четвртфинале: 25. новембар 2009.
- Полуфинале: 7. април 2010.
- Финале: 5. мај 2010.

Финална утакмица се игра у Београду по правилу на стадиону Партизана Уколико су финалисти Партизан и Црвена звезда жребом се утврђује на чијем стадиону се утакмица игра, а уколико су финалисти Партизан и неки други клуб, финална утакмица се игра на стадиону Црвене звезде.

## Предтакмичење
У предтакмичењу су се састали победници куп такмичења по регионима и најслабије пласирана екипа из прошле сезоне у Првој лиги Србије. Игра се једна утакмица код првоименоване екипе. У случају нерешеног резултата после регуларног тока утакмице, одма се изводе једанаестерци. Жреб је одржан 27. августа и парови су:
| Клуб                        | Резултат    | Клуб              |
| --------------------------- | ----------- | ----------------- |
| Срем Јаково                 | 1:1 пен 1:4 | Пролетер Нови Сад |
| Раднички Свилајнац          | 1:0         | Хајдук Београд    |
| Партизан Косовска Митровица | 3:1         | Локомотива Лапово |

## Шеснаестина финала
На свечаности у хотелу „Континентал Београд“ извучени су парови шеснаестине финала Купа Србије. Куглице на жребу извлачио је Ратомир Дујковић, селектор младе селекције Србије.
Утакмице ће се играти на теренима првоименованих тимова, а у случају нерешеног резултата после 90 минута игре, одмах ће се приступити извођењу једанаестераца како би се одредио победник. Свим учесницима шеснаестини финала ЛАВ Купа Србије припашће и новчана награда у износу од хиљаду евра.
| Утак. | Клуб, Место                    | Резултат     | Клуб, Место             |
| ----- | ------------------------------ | ------------ | ----------------------- |
| 1     | Нови Пазар                     | 2:1          | Млади радник, Пожаревац |
| 2.    | Срем Сремска Митровица         | 1:1 пен. 1:4 | Борац Чачак             |
| 3.    | ОФК Београд                    | 1:1 пен. 5:4 | Нови Сад                |
| 4.    | Чукарички Станком, Београд     | 1:1 пен. 3:5 | Металац Горњи Милановац |
| 5.    | Смедерево *                    | 4:0          | Колубара Лазаревац      |
| 6.    | Спартак Златибор вода Суботица | 2:0          | Бежанија, Београд       |
| 7.    | Рад, Београд                   | 2:3          | Младост Лучани          |
| 8.    | Раднички Свилајнац             | 1:3          | Банат, Зрењанин         |
| 9.    | Хајдук Кула                    | 1:1 пен. 5:3 | ЧСК Пивара Челарево     |
| 10.   | Пролетер Нови Сад              | 3:1          | Јавор, Ивањица          |
| 11.   | Војводина, Нови Сад            | 4:0          | Динамо Врање            |
| 12.   | Партизан Косовска Митровица    | 0:0 пен. 5:4 | Напредак Крушевац       |
| 13.   | БСК Борча, Београд             | 1:1 пен. 4:5 | Севојно                 |
| 14.   | Црвена звезда Београд          | 6:1          | Мадост Апатин           |
| 15.   | Партизан Београд               | 3:0          | Инђија                  |
| 16.   | Вождовац, Београд              | 0:1          | Јагодина                |

- Због инцидента на првенственој утакмици Смедерево — Црвена звезда по Одлуци Дисциплинске комисије утакмице су одигране без присуства публике.

## Осмина финала
Победници су се пласирали у осминуфинала, које је одиграно 28. октобра. Играла се само једна утакмица. Предност домаћег терена имале су екипе, које су шеснестини финала победиле у гостима. У случају нерешеног резултата на крају регуларног времена, одмах су се изводили једанаестерци. Свим учесницима осминефинала Купа Србије припашће и новчана награда у износу од две хиљаде евра.
Извлачење парова за осмину финала је обављено 19. октобра 2009. у хотелу Континентал у Београду. Жреб је обавио селектор омладинске репрезентације Србије Александар Станојевић.
| Утак. | Клуб, Место             | Резултат | Клуб, Место                    |
| ----- | ----------------------- | -------- | ------------------------------ |
| 1     | Нови Пазар              | 0:1      | Црвена звезда                  |
| 2.    | Металац Горњи Милановац | 0:1      | Борац Чачак                    |
| 3.    | ОФК Београд             | 3:1      | Партизан Косовска Митровица    |
| 4.    | Смедерево               | 3:0      | Хајдук Кула                    |
| 5.    | Младост Лучани          | 1:3      | Војводина, Нови Сад            |
| 6.    | Банат, Зрењанин         | 0:2      | Спартак Златибор вода Суботица |
| 7.    | Пролетер Нови Сад       | 1:2      | Партизан Београд               |
| 8.    | Јагодина                | 1:0      | Севојно                        |

## Четвртфинале
Дана 12. новембра 2009. жребом у хотелу Президент извучени су парови четвртфинала за утакмице ће се играти 25. новембра у 13 сати. „Срећу су делили“, Милан Лане Јовановић и Милош Красић. У четвртфиналу као и осмини финала игра се један меч, а у случају нерешеног резултата изводиће се једанаестерци.
| Утак. | Клуб, Место            | Резултат | Клуб, Место                    |
| ----- | ---------------------- | -------- | ------------------------------ |
| 1     | Борац Чачак            | 1:2      | ОФК Београд                    |
| 2.    | Војводина, Нови Сад    | 1:0      | Смедерево                      |
| 3.    | Црвена звезда, Београд | 3:2      | Спартак Златибор вода Суботица |
| 4.    | Јагодина               | 1:2      | Партизан Београд               |

## Полуфинале
Жребом у хотелу „Континетал Београд“ 17. децембра 2009. одређено су парови полуфинала купа је ће се одиграти 14. априла 2010. Финале је на програму 5. маја 2010. године. Куглице са цедуљама на којима су била имена полуфиналиста извлачили су млади глумци, актери будућег филма „Монтевидео, Бог те видео“, који је посвећен учешћу наше репрезентације на првом светском првенству које је одиграно 1930. године у Уругвају. Свечаној церемонији жреба присуствовали су и наследници чланова репрезентације која је 1930. године путовала у Уругвај.
Пласман у полуфинале Лав Купа Србије гарантује клубовима премију од 21.000, за учешће у великом финалу следи још 30.000, а освајање Купа обезбеђује премију од 81.000 евра.
| Утак. | Клуб, Место            | Резултат | Клуб, Место         |
| ----- | ---------------------- | -------- | ------------------- |
| 1.    | Црвена звезда, Београд | 1:0      | ОФК Београд         |
| 2.    | Партизан Београд       | 1:3      | Војводина, Нови Сад |

## Финале
| Клуб, Место         | Резултат  | Клуб, Место            |
| ------------------- | --------- | ---------------------- |
| Војводина, Нови Сад | 0:3 (0:1) | Црвена звезда, Београд |

| Победник Купа Србије у фудбалу 2009/10. |
| --------------------------------------- |
| ФК Црвена звезда 2. титула              |

| Домаћи клуб                               | Резултат | Гостујући клуб |
| ----------------------------------------- | --- | --- |
| ФК Војводина                              | 0—3 (0—1) | ФК Црвена звезда |
| Датум                                     | 5. мај 2010. | 5. мај 2010. |
| Стадион                                   | Стадион Партизана, Београд | Стадион Партизана, Београд |
| Гледалаца                                 | 20.000 | 20.000 |
| Судија                                    | Драгомир Станковић (Београд) | Драгомир Станковић (Београд) |
| ФК Војводина (тренер: Милан Ђуричић)      | Бркић, Вулићевић, Каран, Плеч, Тумбасевић (жк), Ађуру, Медојевић (од 75‘ Мудрински, Новаковић (од 67‘ Стјепановић), Ђуровски (58‘ Митошевић, Тадић (жк), Мрђа (жк) | Бркић, Вулићевић, Каран, Плеч, Тумбасевић (жк), Ађуру, Медојевић (од 75‘ Мудрински, Новаковић (од 67‘ Стјепановић), Ђуровски (58‘ Митошевић, Тадић (жк), Мрђа (жк) |
| ФК Црвена звезда (тренер: Ратко Достанић) | Стаменковић, Нинков, Ђорђевић (жк), Вилотић, Рељић, Лазетић (жк) (од 69‘ Перовић), Савио, Богдановић, Каду (од 66‘ Трифуновић), Лекић, Јевтић (од 80‘ Блажић)      | Стаменковић, Нинков, Ђорђевић (жк), Вилотић, Рељић, Лазетић (жк) (од 69‘ Перовић), Савио, Богдановић, Каду (од 66‘ Трифуновић), Лекић, Јевтић (од 80‘ Блажић)      |
| Стрелци                                   | 1:0 Јевтић 14', 2:0 Каду 64', 3:0 Трифуновић 71‘ | 1:0 Јевтић 14', 2:0 Каду 64', 3:0 Трифуновић 71‘ |